# Sainte Rita de Cascia (Santa Cruz)
Sainte Rita de Cascia (Santa Cruz) est une statue de 50 mètres de haut, représentant sainte Rita de Cascia debout, qui se trouve a Santa Cruz au Brésil. La construction de la statue a été terminée en 2010. Elle repose sur un socle de 6 mètres de haut, conduisant à une hauteur totale de 56 mètres du monument. Elle est en 2019 la trente-sixième plus grande statue au monde.

## Galerie

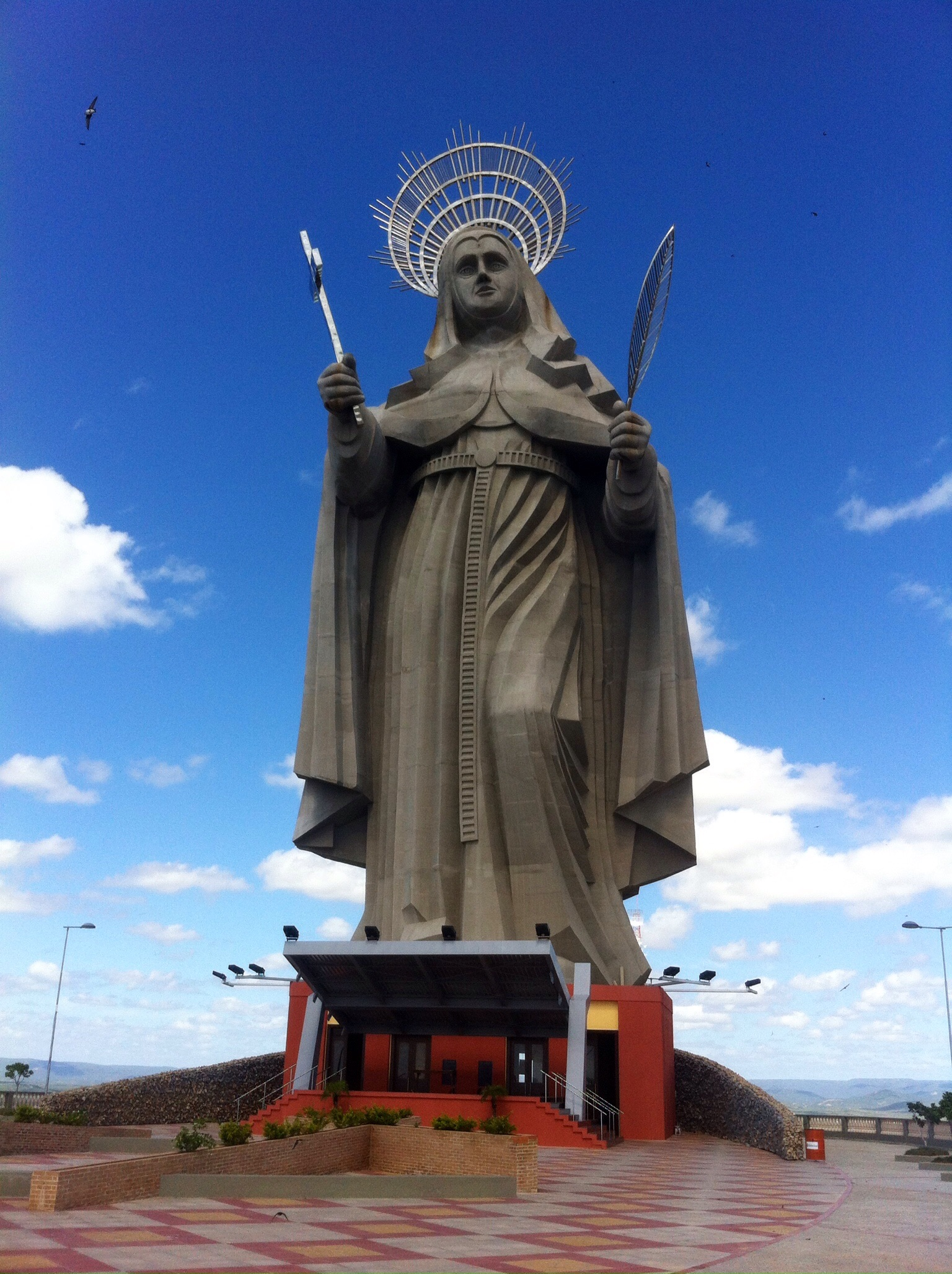
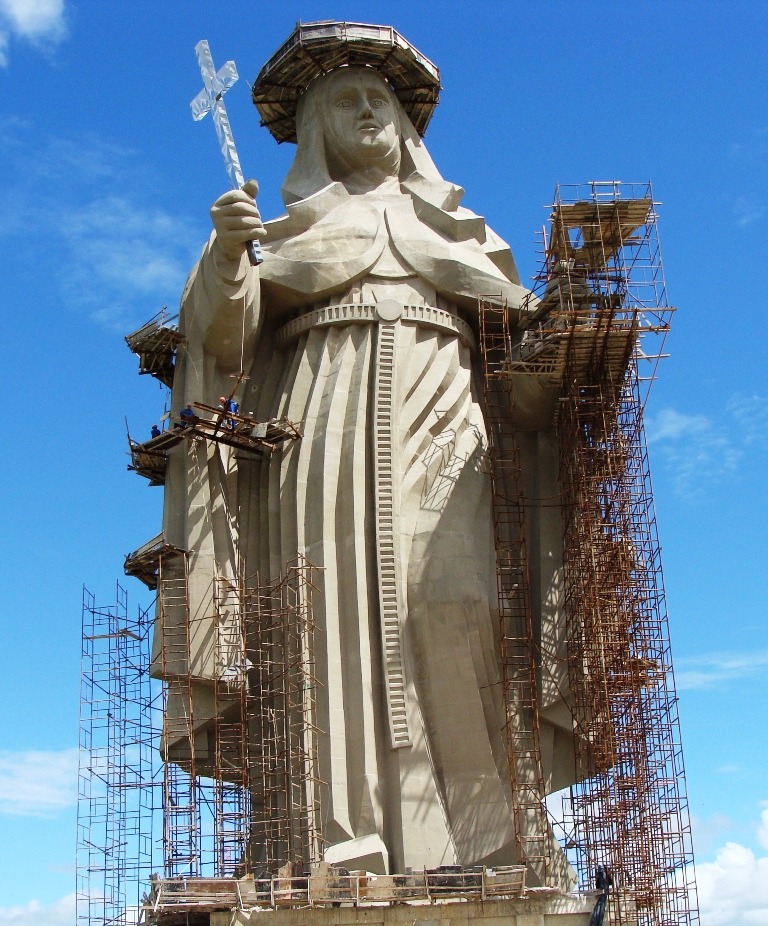